# George Tomlinson
George Frederick Tomlinson (ur. 1890 w Rishton, zm. 1952) – brytyjski polityk, członek Partii Pracy, minister w rządach Clementa Attleego.
Kształcił się w Wesleyan Day School. Od 1902 r. pracował w przędzalni. Był członkiem rady dystryktu oraz przewodniczącym Rishton Weavers' Association. Przed I wojną światową przeprowadził się do Farnworth. W 1938 r. został wybrany do Izby Gmin w wyborach uzupełniających w okręgu Farnworth. W latach 1941–1945 był parlamentarnym sekretarzem ministra pracy w rządzie wojennym Churchilla. Po powrocie laburzystów do władzy został ministrem robót. Po śmierci Ellen Wilkinson w 1947 r. został ministrem edukacji. Pozostał na tym stanowisku do wyborczej porażki Partii Pracy w 1951 r. Zmarł rok później.